# Prix du Gouverneur général : poésie ou théâtre de langue française
Voici une liste des lauréats du Prix littéraire du Gouverneur général dans la catégorie poésie ou théâtre de langue française.
Ce prix fut décerné pour la première fois en 1959, en même temps que les autres prix de langue française, jusqu'en 1981, quand la catégorie poésie ou théâtre de langue française fut scindée en deux.

## Liste des lauréats
- 1959 - Félix-Antoine Savard, Le barachois
- 1960 - Anne Hébert, Poèmes
- 1961 - (Aucun lauréat)
- 1962 - Jacques Languirand, Les insolites et les violons de l'automne
- 1963 - Gatien Lapointe, Ode au Saint-Laurent
- 1964 - Pierre Perrault, Au cœur de la rose
- 1965 - Gilles Vigneault, Quand les bateaux s'en vont
- 1966 - Réjean Ducharme, L'avalée des avalés
- 1967 - Françoise Loranger, Encore cinq minutes
- 1968 - (Aucun lauréat)
- 1969 - Jean-Guy Pilon, Comme eau retenue
- 1970 - Jacques Brault, Quand nous serons heureux
- 1971 - Paul-Marie Lapointe, Le réel absolu
- 1972 - Gilles Hénault, Signaux pour les voyants
- 1973 - Roland Giguère, La main au feu
- 1974 - Nicole Brossard, Mécanique jongleuse suivi de Masculin grammaticale
- 1975 - Pierre Perrault, Chouennes
- 1976 - Alphonse Piché, Poèmes 1946-1968
- 1977 - Michel Garneau, Les célébrations et Adidou Adidouce
- 1978 - Gilbert Langevin, Mon refuge est un volcan
- 1979 - Robert Melançon, Peinture aveugle
- 1980 - Michel Van Schendel, De l'œil et de l'écoute